# Larchenberg
Der Larchenberg ist ein 1652 m ü. A. hoher Berg im Karwendel in Tirol.
Der Berg ist ein wenig ausgeprägter bewaldeter Nebengipfel im Kamm, den der Torkopf nach Norden ins Rißtal aussendet. Es gibt keine ausgezeichneten Wege auf den Larchenberg.